# Eaton (Ohio)
Eaton – miasto w Stanach Zjednoczonych, w zachodniej części stanu Ohio, w hrabstwie Preble. Liczba mieszkańców w 2000 roku wynosiła 20 381.